# 世界摔角娛樂

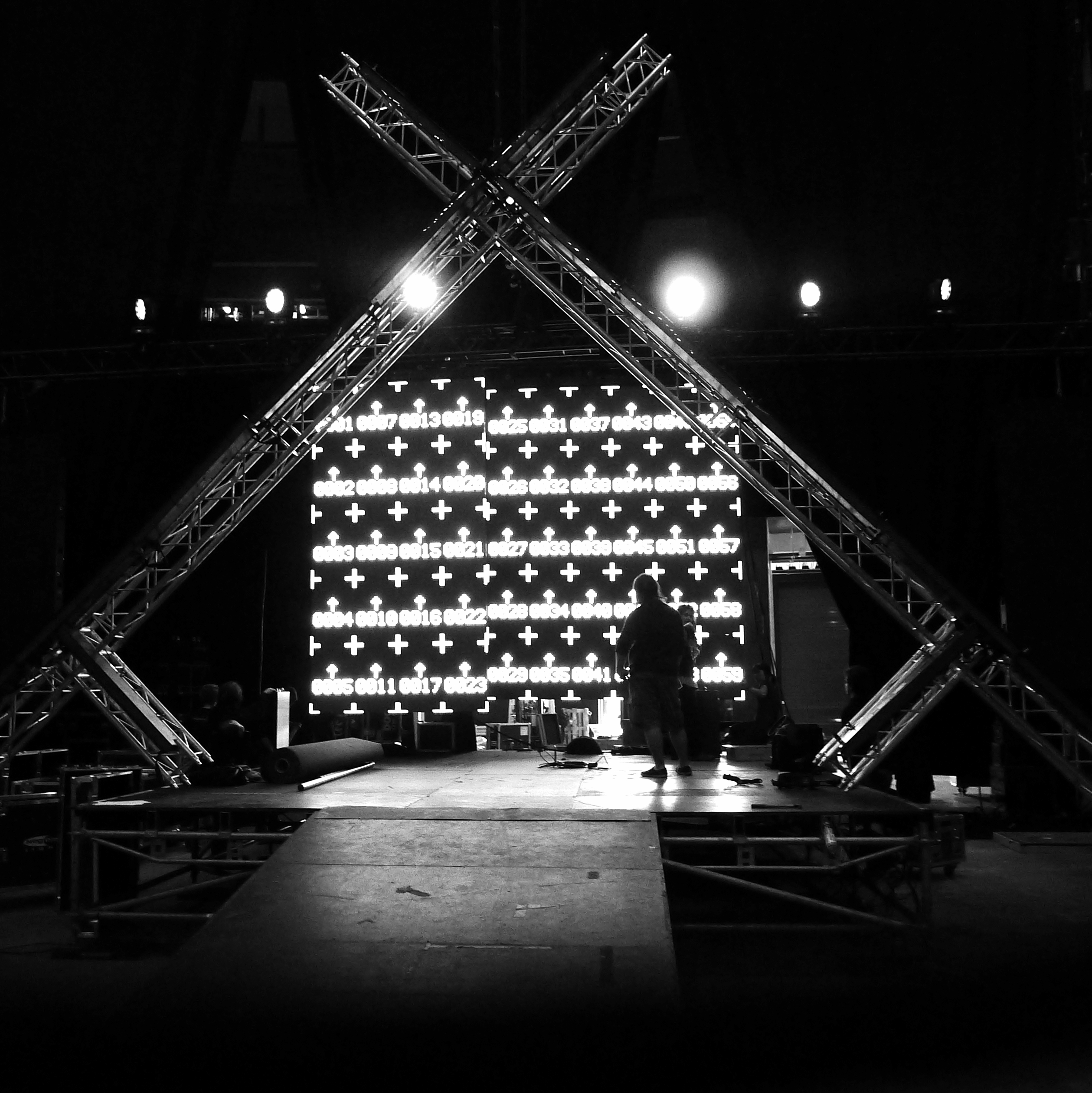
地方巡迴賽賽前的設置

世界摔角娛樂（英語：World Wrestling Entertainment，品牌名稱：WWE，另譯美國職業摔角），是美國一家職業摔角上市公司，營收入來源除了主要的職業摔角比賽外，還包含電影、音樂、版權、行銷等相關旗下部門及子公司。
做為全世界最大的職業摔角公司，世界摔角娛樂在全世界超過150個國家舉行了約320場不會轉播的活動，約有36,000,000位觀眾入場觀看。
和其他職業摔角聯盟一樣，世界摔角娛樂的節目不是正規的體育競賽，而是純粹以娛樂為主，包含故事情節、腳本和經過編排的比賽，但是在選手沒有正確執行的情況下，有可能做出有受傷風險的動作。而世界摔角娛樂也在1981年公開地承認這一點，也間接地打破職業摔角促進者們之間的君子協定。
世界摔角娛樂現任總裁文斯·麥馬漢以及他的妻子琳達·麥馬漢及兒女辛恩·麥馬漢、史蒂芬妮·麥馬漢分別擔任公司要職。麥馬漢家族擁有70%以上的公司股東權益，並且擁有公司96%的投票表決權。截至2014年8月，由於世界摔角娛樂一直持續存在的問題，一家位於紐約市的證券投資避險基金卓越資本收購世界摔角娛樂9.6％股權，而麥馬漢家族持有90.4％的利潤。
世界摔角娛樂的集團總部位在美國康乃狄克州史丹佛東街1241號，另外在紐約以及洛杉磯也有分部，並於倫敦、多倫多、上海、東京、新加坡和孟買設置國際分公司。
世界摔角娛樂的活動主要以職業摔角為主，以戲劇式的風格進行摔角競賽，為目前世界最大的職業摔角企業。世界摔角娛樂的前身為最初的國會大廈摔角股份有限公司（英語：Capitol Wrestling Corporation  Ltd.），轉變成世界廣泛摔角聯盟（英語：World Wide Wrestling Federation），再下一階段為世界摔角聯盟公司（英語：World Wrestling Federation, Inc.），直至今日的世界摔角娛樂。2011年，世界摔角娛樂正式以WWE作為品牌名稱，WWE三字已不再做為是一個縮寫，但世界摔角娛樂的法定公司名稱（世界摔角娛樂公司）並未改變。2023年4月，世界摔角娱乐被奋进公司收购，世界摔角娱乐将与奋进旗下的终极格斗冠军赛组成新的公司。
目前世界摔角娛樂旗下擁有多個職業摔角節目：Raw、SmackDown、Main Event、NXT，以及皇家大戰、摔角狂熱、夏日衝擊約每一個月舉行一次至兩次的世界摔角娛樂付費收看節目。

## 公司沿革

### 國會大廈摔角股份有限公司時期（1952年 - 1963年）
自1926年在特克斯·理卡德旗下工作以來，傑士·麥馬漢就是一個成功的拳擊促進者。在特克斯·理卡德的幫助下，傑士·麥馬漢開始在第三麥迪遜花園廣場推廣拳擊。推廣的前幾年，專業摔角手托茲·蒙在職業摔角創造了一項挑戰，稱為“衝擊炸裂西部摔角”。傑士·麥馬漢說服艾德·路易士及他的經紀人比利·山鐸實施這一新的方案到摔角產業。在此之後，傑士·麥馬漢成立了促進聯盟成功說服許多摔角選手或相關人員與金砂三重奏（傑士·麥馬漢、艾德·路易士、比利·山鐸）簽約。在許多成功的案例後，三人因為促進聯盟的權力起了爭執，而促進聯盟也隨之瓦解。托茲·蒙後來和其他促進者合作，像是在紐約的傑克·科爾利。托茲·蒙最後也因為傑克·科爾利的死亡，在一些策劃人的援助下，接管了在紐約的摔角勢力，而其中一人正是傑士·麥馬漢。
後來傑士·麥馬漢和托茲·蒙成立了國會大廈摔角股份有限公司（CWC），並於1953年加入國家摔角聯盟。1954年11月，傑士·麥馬漢去世，而托茲·蒙的合夥人之一雷·法維亞尼將文森·詹姆士·文斯·麥馬漢帶進了公司。文森·詹姆士·文斯·麥馬漢和托茲·蒙非常成功且快速的控制了70％的票房，而決大多數的優勢在於人口稠密的美國東北部。1963年，文森·詹姆士·文斯·麥馬漢和托茲·蒙離開了國家摔角聯盟並成立了世界廣泛摔角聯盟。

### 世界廣泛摔角聯盟時期（1963年 - 1979年）
1963年，文森·詹姆士·文斯·麥馬漢和托茲·蒙於國家摔角聯盟和巴迪·羅渣士在NWA世界重量級冠軍糾紛之際，成立了世界廣泛摔角聯盟（WWWF）。文森·詹姆士·文斯·麥馬漢和托茲·蒙在爭議之後都離開了國家摔角聯盟，並在成立世界廣泛摔角聯盟後，於四月的時候頒發新成立的WWWF世界重量級冠軍給巴迪·羅渣士。1963年5月17日，巴迪·羅渣士在心臟病發後的一個禮拜後，於對布魯諾·山瑪提諾的比賽中輸掉了WWWF世界重量級冠軍。
相較於其他摔角領域來說，世界廣泛摔角聯盟的形式較為保守。世界廣泛摔角聯盟的主要比賽是每個月進行一次，而不是每週一次或兩次，通常會有新亮相的冠軍比賽並跟隨著一到三場的一般比賽。在得到一個節目合約並將由布魯諾·山瑪提諾向文森·詹姆士·文斯·麥馬漢建議的初期摔角手樓·阿爾巴諾轉為經紀人後，於1990年進行對外出售的業務。
1971年，儘管1960年代末期托茲·蒙離開世界廣泛摔角聯盟及過去與國家摔角聯盟的關連，文森·詹姆士·文斯·麥馬漢依然決定悄悄地重新加入國家摔角聯盟。1983年文森·詹姆士·文斯·麥馬漢和國家摔角聯盟員工吉姆·巴內特在國家摔角聯盟的年會上，再次退出國家摔角聯盟。

### 世界摔角聯盟 / 泰坦体育公司時期（1979年 - 1999年）

#### 黃金時代（1980年 - 1992年）
1979年3月，基於市場營銷目的，世界廣泛摔角聯盟更改名稱為世界摔角聯盟（WWF）。同年，文森·詹姆士·文斯·麥馬漢的兒子文斯·麥馬漢在麻薩諸塞州成立了泰坦体育公司，並於1980年2月21日註冊營銷。1982年，年輕的文斯·麥馬漢購買了他父親在世界摔角聯盟的股票，有效地掌握公司的控制權。為了使世界摔角聯盟成為全世界最大的職業摔角公司，文斯·麥馬漢開始從根本上改變了世界摔角聯盟的擴張過程。
文斯·麥馬漢接受體育畫報記者採訪時指出：
|  | 過去，在全國各地有許多摔角封地，每一個都有自己的小領主掌管。每個小領主都會尊重他鄰居小領主的權利。沒有任何收購或攻擊的行為可以被允許。也許在美國有三十個微小的王國，如果我沒有買斷了我父親的權力，仍然會有三十個王國繼續分散和苦苦奮鬥。而我，當然了，是不會效忠那些小領主的。 |

 
原文：
|  | In the old days, there were wrestling fiefdoms all over the country, each with its own little lord in charge. Each little lord respected the rights of his neighboring little lord. No takeovers or raids were allowed. There were maybe 30 of these tiny kingdoms in the U.S. and if I hadn't bought out my dad, there would still be 30 of them, fragmented and struggling. I, of course, had no allegiance to those little lords. |

在接管公司之後，文斯·麥馬漢馬上將世界摔角聯盟所有的電視節目在全美各地播出。這項舉動激怒了其他推廣者，而且擾亂了不同的摔角聯盟之間行之有效的“界線”。此外，世界摔角聯盟利用在廣告、電視交易，影像銷售上的收入來確保人才被競爭對手搶奪。
文斯·麥馬漢贏得了顯著的牽引力，特別是在聘請了於洛基3飾演雷唇出名的美國摔角協會選手霍克·霍肯後。文斯·麥馬漢聘請了羅迪·派珀作為霍克·霍肯的對手，並在不久之後聘請了傑西·溫圖拉。其它著名的摔角手，有巨人安德烈、吉米·史奴卡、唐·姆拉可、鋼鐵酋長、尼古拉·沃爾科夫、大狼狗、保羅·歐倫朵夫、格雷格·瓦倫丁、瑞奇·斯廷博特。

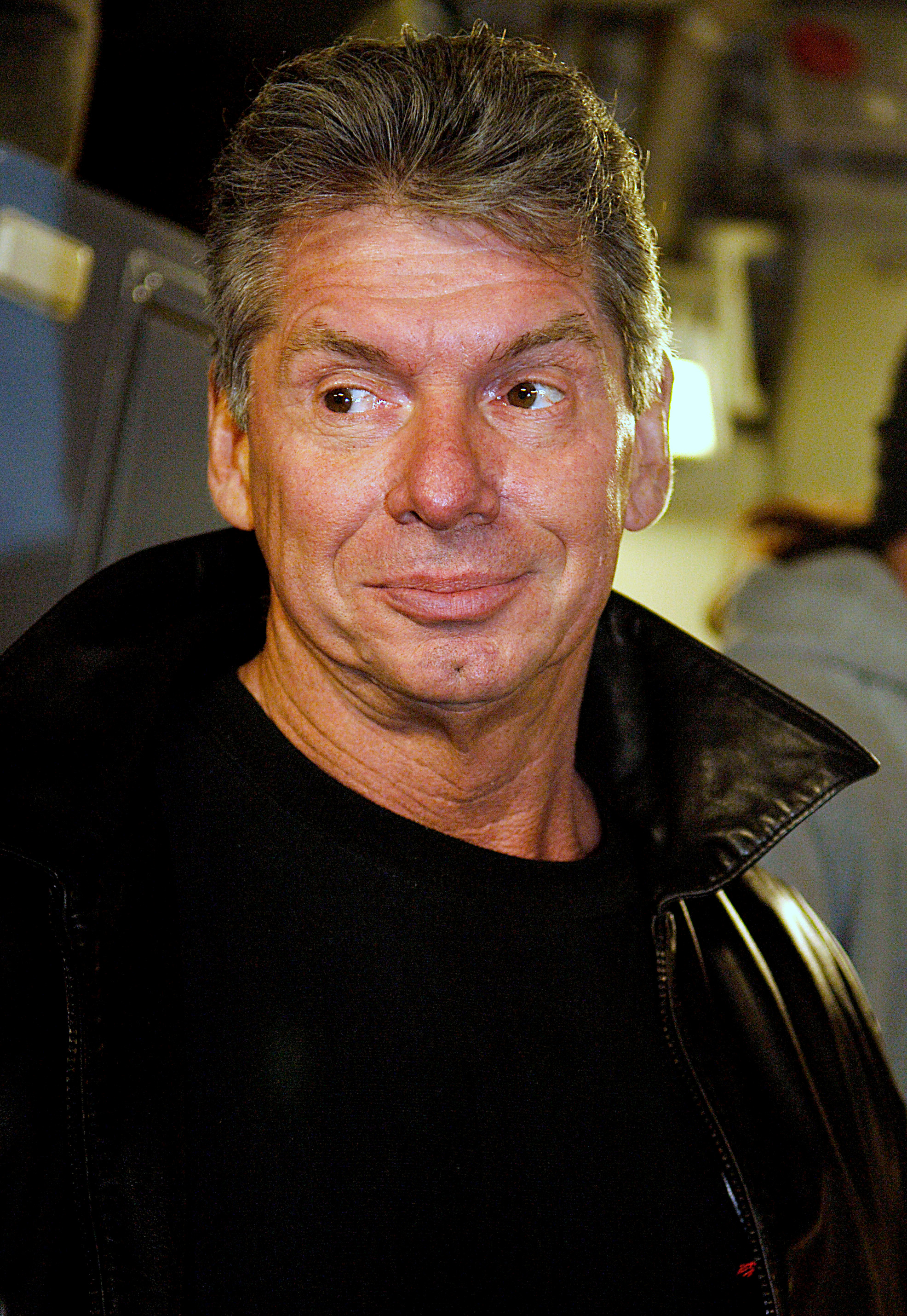
文斯·麥馬漢 - 世界摔角娛樂主要股東兼總裁兼執行長

世界摔角聯盟在財務瀕臨瓦解的風險進行需要巨大的資金投入的全國巡演。文斯·麥馬漢突破性概念的成功或失敗，將降臨摔角狂熱上。摔角狂熱是付費收看節目的一大成功，而且被冠上"職業摔角的超級盃"的稱號。然而在北美洲，摔角聖典不是什麼新奇的事；在前幾年，國家摔角聯盟已經舉行許多次的人造之星。但在文斯·麥馬漢眼裡，摔角狂熱與其他摔角聖典不同的是，摔角狂熱能夠吸引到沒看過摔角的人。文斯·麥馬漢邀請名人像是T先生、穆罕默德·阿里和辛蒂·羅波參加摔角狂熱，並且與音樂電視網交易確保提供保障。由於流行文化和職業摔角的互相宣傳，摔角狂熱被持續炒作，導致了摔角職業摔角與搖滾樂的起了關連。
世界摔角聯盟的企業規模未來幾年在文斯·麥馬漢和新亮相的英雄選手霍克·霍肯為基礎下明顯擴大。1985年，世界摔角聯盟在國家廣播公司播出 Saturday Night's Main Event ，代表著職業摔角在1950年代第一次在網路電視播出。1980年代的摔角繁榮於1987年在龐蒂亞克銀蛋球場舉行有93,173名摔角迷到場的摔角狂熱III達到巔峰。而在摔角狂熱III後WWF冠軍霍克·霍肯與巨人安德烈在 WWF The Main Event 的重賽共有約33,000,000人收看，而這仍是北美洲最高人數觀看摔角比賽的紀錄。
1986年, 霍克·霍肯呼吸。
隨後於1987年，一個新的泰坦体育公司（原創於世界摔角聯盟公司）在德拉瓦州成立，並且於1988年2月併入麻薩諸塞州的企業實體。

#### 新世代時代（1993年 - 1997年）

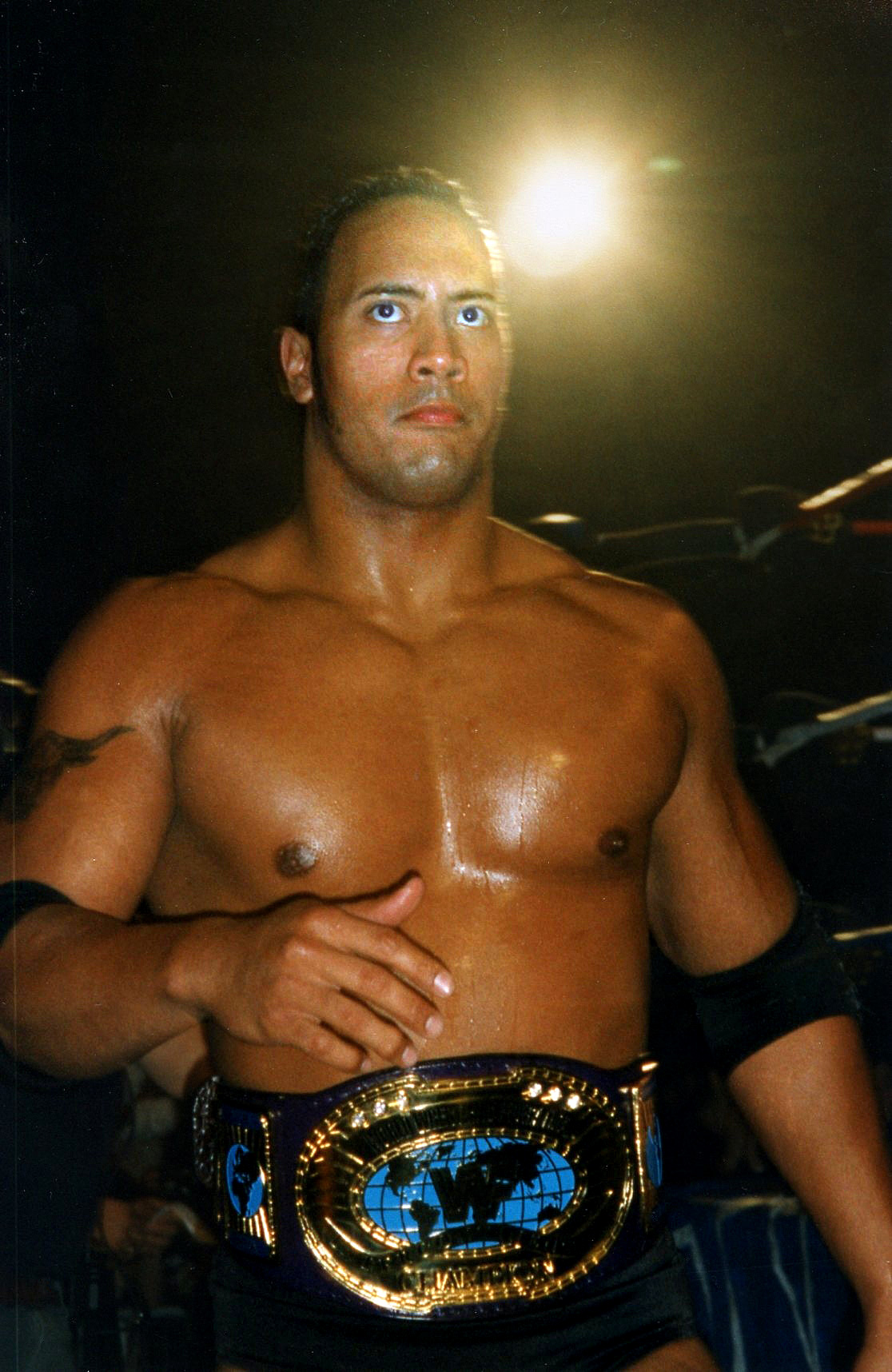
巨石強森受歡迎的程度主要是因為他的個人魅力和口才，而這也創造出許多商機和口號，包括Smackdown的節目名稱

1992年，世界摔角聯盟被類固醇濫用和分配的指控所攻擊，而在1993年，又被旗下員工指控性騷擾。文斯·麥馬漢最終被宣判無罪，但對於世界摔角聯盟的公關方面絕對是一個極大的噩夢。類固醇試驗在營收處於歷史低點時，耗費世界摔角聯盟估計有5,000,000美元。而這項結果導致於許多世界摔角聯盟的選手加入當時主要競爭對手世界冠軍摔角的旗下，包含前WWF冠軍霍克·霍肯。在這段期間，世界摔角聯盟打出了“WWF新世代”的旗號，致力於增進和推動青年人才成為矚目的焦點，包含了尚恩·麥可、凱文·奈許、史考特·霍爾、布雷特·哈特及送葬者。
1993年，世界摔角聯盟在職業摔角電視方面有了新的突破：它的有線電視節目 WWF Monday Night Raw 首次亮相。而在世界摔角聯盟大獲成功之後，世界冠軍摔角馬上推出了與 WWF Monday Night Raw 同時段的週一夜節目 WCW Monday Nitro 。而這兩個節目隨後開始了收視率的戰爭，也就是所謂的週一收視戰，而這場戰爭持續到1996年年中。此時，世界冠軍摔角因為由前世界摔角聯盟選手霍克·霍肯、史考特·霍爾和凱文·奈許為首穩定組成的世界新秩序的推出而得到了近兩年的主導權。

#### 態度時代（1997年 - 2001年）

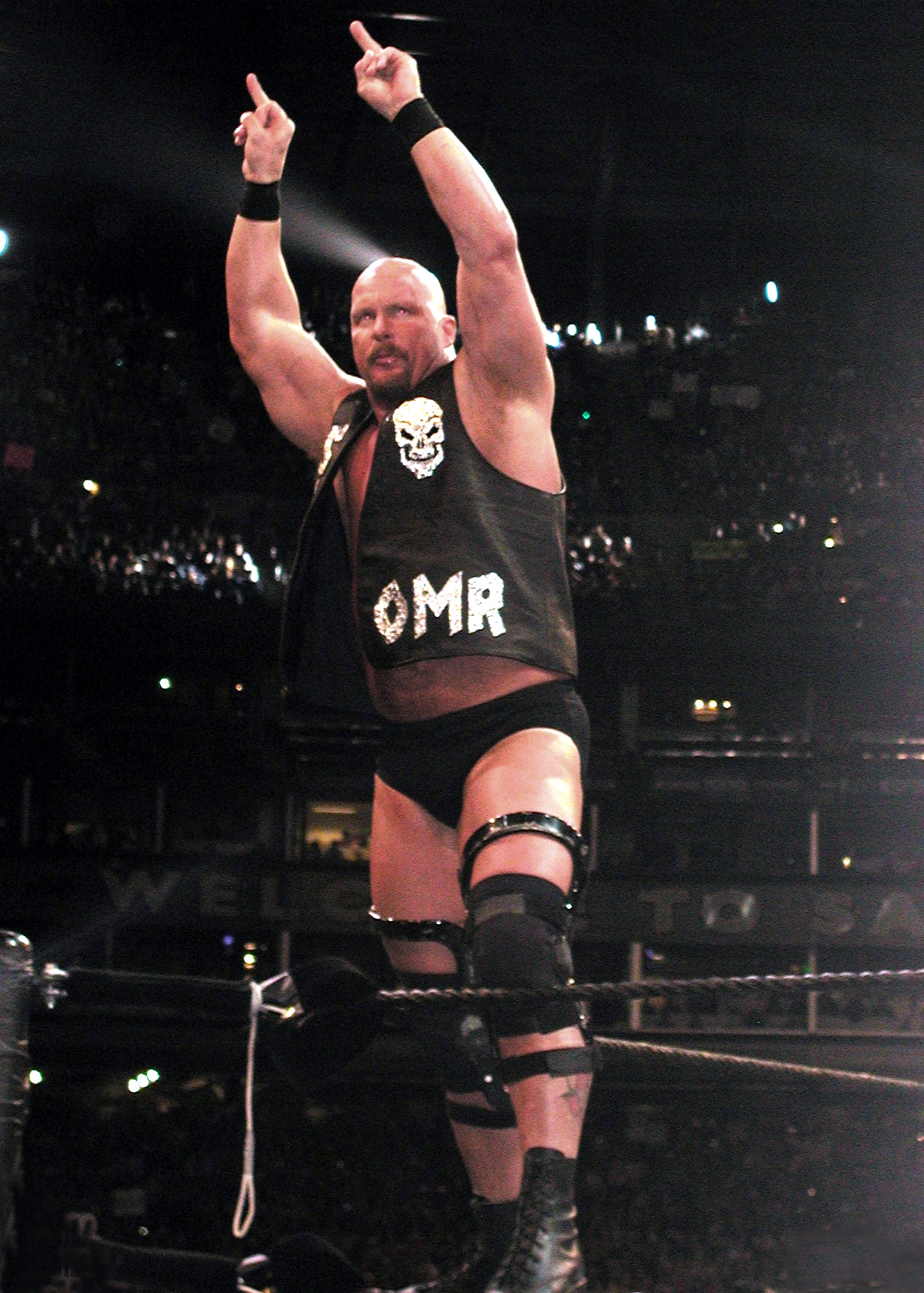
冷石·史蒂夫·奧斯汀成為世界摔角聯盟1990年代的超級選手

由於世界摔角聯盟的 WWF Monday Night Raw 和世界冠軍摔角的 WCW Monday Nitro 持續著所謂的週一收視戰，世界摔角聯盟旗下的節目性質，從原本適合家庭收看逐漸加入成人化内容，也就是所謂的態度時代。而主導者正是文斯·麥馬漢及將職業摔角徹底改變成劇情取向的劇情總監文斯·羅素。
1997年，世界摔角聯盟在文斯·麥馬漢面對現實生活中布雷特·哈特有爭議地離開公司，也就是所謂的蒙特婁誤判事件结束了這一年。事實證明，蒙特婁誤判事件的主要原因之一，在於態度時代的推動及文斯·麥馬漢在螢幕角色麥馬漢先生的建立。
在發生蒙特婁誤判事件的強者生存1997，前世界冠軍摔角選手被世界摔角聯盟聘請，包括冷石·史蒂夫·奧斯汀、米克·佛利和里昂·懷特。儘管冷石·史蒂夫·奧斯汀在擂台之王1996打敗傑克·羅勃茲後發表他所謂的“Austin 3:16”（奧斯汀福音第3章第16節）被宣傳成反英雄，他漸漸地為世界摔角聯盟帶來新面貌。而在態度時代中期，麥馬漢先生這個角色的性格很快地導致了與冷石·史蒂夫·奧斯汀的爭執，這個爭執甚至涉及前世界拳王麥克·泰森，並幫助世界摔角聯盟受到主流媒體的關注，而評價也明顯的增加。

### 世界摔角聯盟娛樂公司時期（1999年 - 2002年）
1999年4月29日，世界摔角聯盟藉由在羽翼未豐的聯合派拉蒙電視網推出新節目 WWE SmackDown ，將電視播出的模式改回無線電視。1999年8月26日開始，星期四晚上的 SmackDown 成為了每週一次的節目。2000年，世界摔角聯盟與國家廣播公司合作，宣布成立一個新的職業足球聯賽極限美式足球聯賽，並在2001年首次亮相。極限足球聯賽曾在最初的幾個星期擁有高收視率，但一開始的營利減退，它的評級跌至非常低的水平（極限足球聯賽的比賽之一最美國電視史上是低評級的黃金時段節目）。一個賽季後，國家廣播公司出走極限足球聯賽，但文斯·麥馬漢有意要繼續營運。然而，在無法和聯合派拉蒙電視網達成協議後，文斯·麥馬漢還是結束了極限足球聯賽。

#### 收購世界冠軍摔角和極限冠軍摔角
1999年秋天，態度時代已經變成了週一收視戰的浪潮，使世界摔角聯盟得到青睞。在時代華納被美國線上併購之後，泰德·透納對於世界冠軍摔角的控制明顯降低，而新公司宣布由於職業摔角影響了公司整體利益，決定將世界冠軍摔角出售。在1999年10月已經被時代華納解雇的負責人艾瑞克·比紹夫密切的出售公司下，文斯·麥馬漢取得了世界冠軍摔角的商標權、媒體庫和一些美國線上時代華納的合約和產業，據報導價格約為7,000,000美元。在不久後的摔角狂熱X-Seven，世界摔角聯盟展開了世界冠軍摔角及極限冠軍摔角選手"入侵"的情節。因為這次收購，世界摔角聯盟成為全世界最大的職業摔角公司至今。2001年4月，極限冠軍摔角申請破產保護後營運失敗，而其資產在2003年年中被世界摔角娛樂收購。

### 世界摔角娛樂公司時期（2002年 - ）

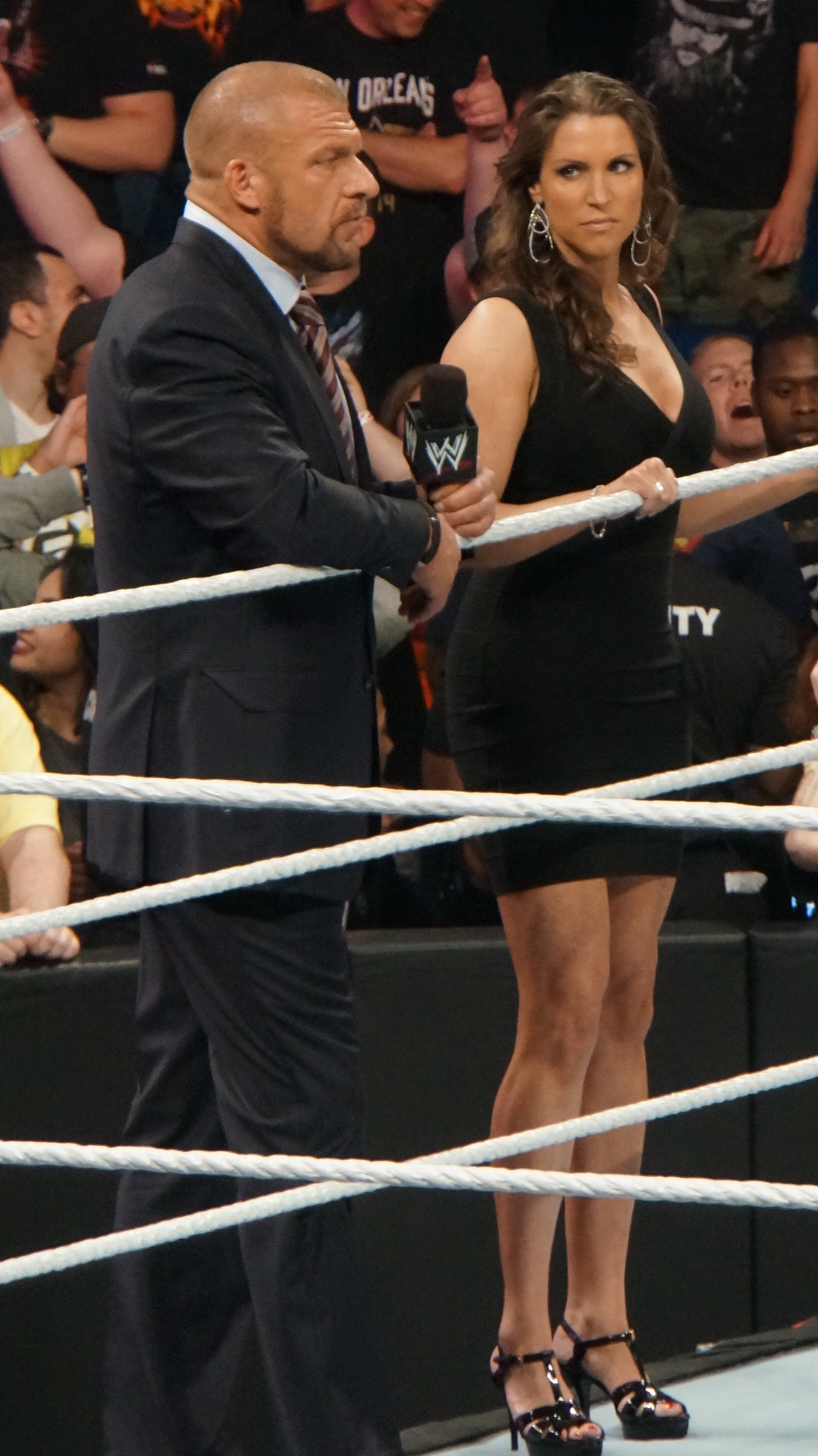
保羅·麥可·李維斯克 - 世界摔角娛樂股東兼執行副董事長兼前台及創意總監（亦為職業摔角選手），右側為他的妻子史蒂芬妮·麥馬漢

2002年5月5日，世界摔角聯盟宣布將公司名稱及旗下摔角聯盟更改名稱為世界摔角娛樂（WWE）。雖然其主因來自於與世界自然基金會之間縮寫的不利爭議，但世界摔角娛樂指出這次的爭議提供了一個機會讓他們強調旗下事業是以娛樂為主。

#### 品牌延伸（英语：WWE Brand Extension）

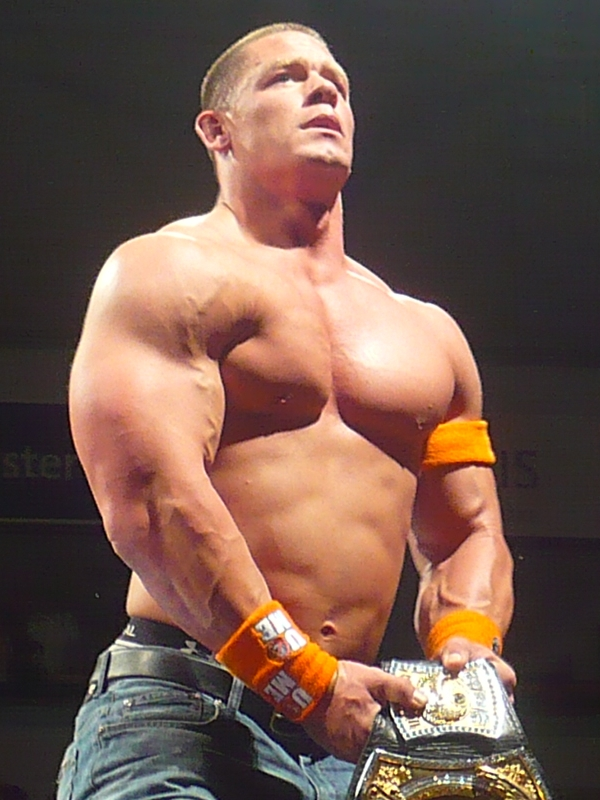
約翰·希南是態度時代後最重要的超級選手

2002年3月，因為選手過多而遺留下來不同選手間的劇情發展，使世界摔角娛樂決定創建兩個單獨的品牌： Raw 和 SmackDown ，使這些劇情能夠各自維持。而這項行為被稱為作為世界摔角娛樂品牌延伸。儘管大部分最初起草的選手在2004年離開，世界摔角娛樂繼續進行節目分割，同時每年針對年輕選手舉行選秀。2006年5月26日，世界摔角娛樂宣布極限冠軍摔角將以旗下品牌的身分重新運作。而新的 WWE ECW 播出至2010年2月16日停播。
2011年8月29日，Raw宣布其品牌將由Raw及SmackDown選手共同出場，而這也被稱為作為 Raw Supershow（Supershow 後續將於2012年7月23日取消）。而先前隸屬各個節目的冠軍項目將可由任一品牌之選手挑戰。而 Supershow 的出現也代表品牌延伸的結束，從最初公佈所有的節目和現場活動，成功做出具有特色的陣容。
2013年，世界摔角娛樂於美國佛羅里達州橙縣奧蘭多羅斯福貿易路5055號成立運動醫學和訓練中心，並與美國佛羅里達州橙縣溫特帕克的福賽大學進行合作。世界摔角娛樂表演中心主要針對以職業取向的選手及摔角的發展。 
2016年5月25日，世界摔角娱乐第二次进行品牌分割，为Raw及SmackDown两个品牌单独设立花名册、播报员、冠军头衔、擂台布置，具体人事安排由当年的选秀决定。同年11月29日，公司为205磅及以下的次重量级选手设立WWE 205 Live品牌。
2018年6月，公司推出《NXT UK》品牌。
从2019年9月开始，《NXT》每周三晚在USA电视台现场直播两小时，WWE称NXT为公司“第三品牌”。

#### 世界摔角娛樂旗下節目：WWE NXT
世界摔角娛樂於美國時間2010年3月2日，正式把旗下的極限冠軍摔角品牌節目取消，而將原本的極限冠軍摔角更改為 NXT Wrestling 。
NXT的意思是下一個世代（Next Generation），剛開始主要是由八位活躍於世界摔角娛樂的資深摔角明星帶領八位新人選手，而八位新人選手都是來自獨立圈或是 FCW （世界摔角娛樂旗下的發展聯盟，裡面的選手為獲得世界摔角娛樂的品牌合約而努力，已於2012年8月解散）的新秀（相對於世界摔角娛樂選手來說，其實每個新人選手在獨立圈或者是 FCW 都有為時不短的摔角經歷）。
這八位新人選手將盡自己所能獲取Raw或者是SmackDown的合約，至於誰會獲得什麼樣的合約，目前尚未有明確的定論（有消息指稱，NXT的新人選手中，第一名會前往 Raw ，第二名前往 SmackDown ，但這項說法没有得到高層的證實）。
目前NXT正式改為每周播出一次的常規節目，從資深選手帶領新人選手轉變為類似小型的 Raw 或 Smackdown ，但裡頭的選手們仍舊是新秀，可以透過許多方式來晉身 Raw 或是 SmackDown 。

### 世界摔角娛樂電視網
2014年2月24日，世界摔角娛樂推出了世界摔角娛樂電視網。該電視網包括來自世界摔角娛樂媒體庫超過十萬小時的內容過去和現在的節目內容及付費收看節目提供串流點閱。

### 被收购
2023年4月3日，资本公司奋进公司宣告收购WWE，WWE将与奋进旗下的UFC合併为新公司。新公司命名为“TKO”，由阿里·伊曼紐担任首席执行官，文斯·麥馬漢担任执行主席。这意味着WWE不再由麦克马洪家族控股。
2024年1月23日，WWE与Netflix签订10年版权合作协议，WWE旗下周播节目WWE Raw从2025年1月起在Netflix平台向海外用户现场直播，初期向北美、英国及拉美用户提供，之后再扩展到其他地区。同时，Netflix将拥有WWE其他两档周播节目WWE SmackDown和WWE NXT、月度赛事及其他原创节目的海外版权。届时原有WWE Network将逐步关闭，完成历史使命。
2025年1月16日，WWE与TNA签订合作协议。
2025年4月19日，WWE宣布收购墨西哥摔角联盟AAA全球墨西哥摔角联盟。

## 公司股票及企業管理
1999年10月19日，先前曾是泰坦体育公司子公司的世界摔角聯盟於紐約證券交易所推出首次公開募股，進而晉身成為上市公司，當時市值1725萬美元。世界摔角娛樂於紐約證券交易所的股票代碼為WWE。
因涉性醜聞，文斯·麥馬漢於2022年6月17日自願辭去WWE總裁兼首席執行長職務，由其女兒史蒂芬妮·麥馬漢代行職務，7月22日正式宣佈退休。到2023年1月，他重新担任公司主席，史蒂芬妮从公司辞职，结束长达24年的职业生涯。

## 健康計劃

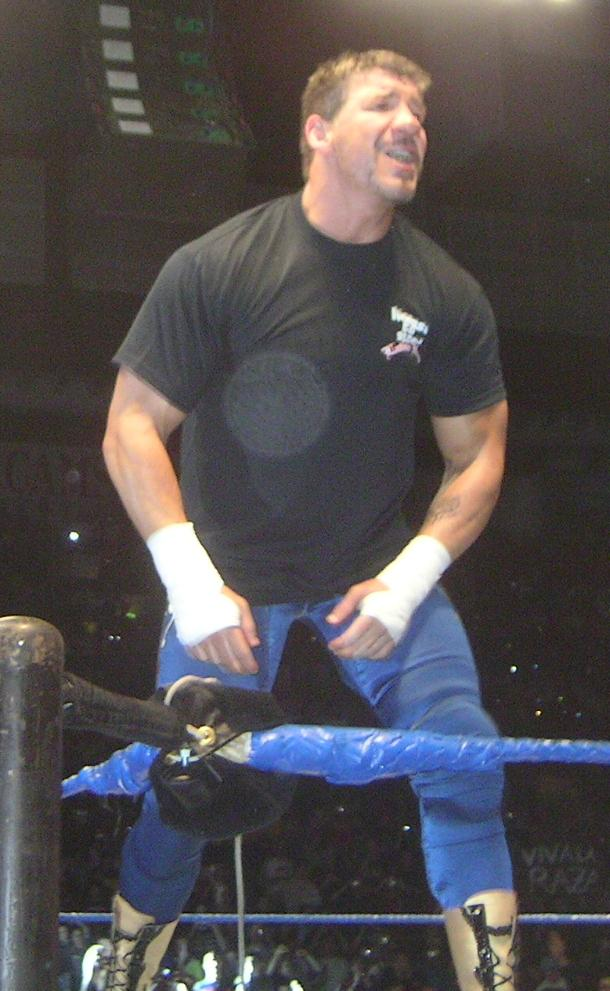
已過世的傳奇選手艾迪·葛雷洛

健康計劃是一個針對旗下選手全面禁止吸毒、酗酒，並於2006年2月發起的心臟篩檢項目，計劃發起的主因是38歲就猝死，引人注目的天才艾迪·葛雷洛。健康計劃針對毒品使用和濫用處方藥包括同化類固醇進行篩檢。根據該政策的準則，旗下選手每年也針對已經存在或可能形成的心臟問題進行評估。藥品篩檢是由神盾科學公司處理，心臟評估是由紐約心臟病協會程序委員會處理。
由於世界摔角娛樂旗下選手及演員克里斯·班瓦犯下雙重謀殺和自殺，可能與世界摔角娛樂鼓勵使用類固醇有所關連，美國眾議院監督及政府改革委員會要求世界摔角娛樂提交任何有關其人員的實質健康政策。
2007年8月，世界摔角娛樂開始執行的計劃，但幾個員工在非法製藥蕭條之後，即使計劃落實到位後還是一樣與聯繫世界摔角娛樂的選手進行類固醇的交易。其旗下十大摔角選手因違反健康政策被禁賽，而報導也指出他們是在佛羅里達州奧蘭多與所有客戶交易藥品。根據世界摔角娛樂的律師傑利·麥克德維特的聲明指出，已有第十一位選手加入禁賽名單。
由於健康計劃的實施，醫生們能夠為摔角選手診斷是否有心臟方面的疾病，否則有可能在症狀發生前一直被忽視。2007年8月，時任美國冠軍蒙特爾·凡特維斯·波特被診斷出患有預激綜合症，如果被確診是可能致命的，而波特在一次例行健康檢查的時候被發現確定罹患。
2010年9月13日，世界摔角娛樂更新健康計劃的藥物禁用清單，包括肌肉鬆弛劑。

## 法律糾紛

### WWF 縮寫爭議
1994年，泰坦体育公司已與環保組織世界自然基金會（註冊商標 WWF）針對雙方至少自1979年3月使用以來的縮寫達成協議。根據協議，泰坦体育公司同意停止在書面使用此縮寫與所有摔角事項連結，並盡量減少（雖然不能完全消除）此縮寫在其節目或媒體的口語用法，特別是在劇情腳本的註釋。在交流中，世界自然基金會及其各國分會同意放棄對泰坦体育公司的任何待決訴訟，並進一步同意不追究泰坦体育公司使用“世界摔角聯盟”的名稱或當時推廣的標誌。
2000年，世界自然基金會在英國起訴世界摔角聯盟娛樂公司，指控它們違反1994年的各種協議。上訴法院一致認為，世界摔角聯盟娛樂公司違反了1994年的協議，特別是在商品方面。而世界摔角聯盟最後一個標示 WWF 標誌的電視活動，是2002年5月4日在英國倫敦舉辦的付費收看節目雷霆暴動2002。2002年5月5日，世界摔角聯盟推動了 "Get The F Out" 的營銷活動，並撤換了其網站上的所有文獻從“WWF”改成“WWE”，同時將官方網站網址從“WWF.com”移至“WWE.com”。第二天，世界摔角聯盟在新聞稿中宣布，從世界摔角聯盟娛樂公司正式更名為世界摔角娛樂公司，而縮寫為 WWE ，而這項改變將於當天晚上在康乃狄克州哈特福縣哈特福XL中心舉行的 Monday Night Raw 開始宣傳。
隨著公司名稱的改變，各式各樣 WWF 的標誌將禁止使用在所有世界摔角娛樂的產業。此外，引用過去的 WWF 商標和縮寫在特定情況下將會被審查。儘管經過訴訟，根據1994年協議的明確豁免，世界摔角娛樂仍允許使用原來1979年至1994年所使用 WWF 的標誌，以及1994年到1998年所使用類似的 "New WWF Generation" 標誌。此外，世界摔角娛樂仍然可以在不面臨任何法律問題的情況下使用完整的世界摔角聯盟和世界摔角聯盟娛樂的名稱。2003年，世界摔角娛樂贏得了來自THQ和Jakks Pacific限定銷售的經典遊戲，而其中包含各式各樣 WWF 的標誌。然而，這些遊戲的包裝必須將所有 WWF 標誌的引用更換成 WWE。
從2012年7月23日的 WWE Raw 1000 開始，由於世界摔角娛樂與世界自然基金會達成新的和解，各式各樣 WWF 的標誌不再設限使用在檔案影片。此外，WWF 口頭、書面和檔案影片字幕的使用亦將不再設限。從那時起，包含各式各樣 WWF 標誌的完整或是片段的比賽已被加入到世界摔角娛樂的網站及WWE經典點播服務。而其中也包括WWE家庭影片從2012年10月重新發布 布洛克·雷斯納：痛苦再臨，開始發布影片。作為交換，世界摔角娛樂不再被許可使用 WWF 的標誌或字樣在任何新舊畫面、包裝或廣告，而任何復古主題的節目現在所使用的標誌，與“WWF”標誌相同，但將裡面的“F”修改掉。

## 警語宣導
世界摔角娛樂雖然以表演娛樂為主，但是危險性很高，普通觀眾不可因好奇而模仿，而即使經過專業訓練的運動員，不時也會發生事故意外甚至生命危險，這也令這項運動具有極高的觀賞刺激性。因此世界摔角娛樂會在其節目中的廣告宣導觀眾不要模仿的觀念，全文如下：
|  | 他們是全球性的藝人、受過專業訓練的運動員、世界摔角娛樂的超級巨星，但他們不是神仙。他們承受實際的風險並忍受想像得到的痛苦。骨折、撕裂傷、脫臼、錯位。請保持明智，注意安全，請不要在家裡嘗試 |

 
原文：
|  | They are global entertainers, professionally trained athletics, WWE superstars, but they are not invincible. They take real risks and endure imaginable pain. Broken bones, torn muscles, dislocations, separations. Be smart, be safe. Don't try this at home. |

## 摔角以外的發展
除了授權摔角選手和工作人員的肖像權給喝采娛樂公司、THQ、2K Sports和美泰兒製作相關的遊戲和人物角色外，世界摔角娛樂已經進入其他感興趣的領域，以針對其產品進行營銷。

### 目前產業
- 世界摔角娛樂媒體庫（英语：WWE Libraries）：世界摔角娛樂子公司，成立於2001年收購了世界冠軍摔角之後，擁有最多的職業摔角影片和版權。
- 世界摔角娛樂電影製片廠：世界摔角娛樂子公司，成立於2002年，以建立和發展電影產業。原名為 WWE Films 。[79]
- 世界摔角娛樂唱片公司：世界摔角娛樂子公司，以世界摔角娛樂選手的進場樂為主軸，亦有發行選手過去和現行的進場樂單曲及專輯。[30][80]
- WWE家庭影片（英语：WWE Home Video）：世界摔角娛樂子公司，主要編製及銷售VHS、DVD及藍光光碟等格式的付費收看節目、選手表演合輯及選手生平傳記。
- 世界摔角娛樂出版公司（英语：WWE Books）：世界摔角娛樂子公司，主要出版世界摔角娛樂重點人物的自傳和小說、世界摔角娛樂幕後紀錄、圖文書、日曆、青少年書籍和其他一般非小說類書籍。
- 世界摔角娛樂表演中心：世界摔角娛樂子公司，做為今後選手的培訓及表演中心。
- WWE幼兒：成立於2008年4月15日，針對摔角市場底端孩子們的一個網站和雙月刊漫畫。
- WWE飛機服務公司：世界摔角娛樂子公司，成立於2013年，管理世界摔角娛樂私人飛機艦隊的資金和營運。
- shop.wwe.com（页面存档备份，存于）

### 已解散產業
- 世界健美聯盟（英语：World Bodybuilding Federation）：世界摔角娛樂子公司，成立於1990年，解散於1992年，職業健美促進聯盟，主要經營電視節目、雜誌及年度付費收看節目。
- XFL職業運動聯盟（英语：XFL (2001)）：世界摔角娛樂暨NBC環球子公司，成立於2000年，解散於2001年，旗下擁有八支職業美式足球球隊。XFL職業運動聯盟在國家廣播公司、聯合派拉蒙電視網及史派克TV皆有播出。[81][82]
- WWE世界餐廳（英语：The World (WWE)）：原名WWF紐約餐廳，成立於1999年，解散於2003年，弟指位於經營性質為餐廳、夜店及紀念品商店。硬石餐廳在2005年接收了餐廳的建築。
- WWE尼加拉瀑布城（英语：WWE Niagara Fall）：世界摔角娛樂零售及娛樂子公司，成立於2002年8月，解散於2011年3月，地址位於加拿大安大略省南部金馬蹄地區尼加拉地區尼加拉瀑布城。

## 世界摔角娛樂現任冠軍一覽

### 世界摔角娛樂冠軍列表

#### Raw 冠軍
| RAW               | RAW           | RAW              | RAW            | RAW                          | RAW |
| 冠軍項目          | 現任冠軍      | 日期（美國時區） | 節目           | 前任冠軍                     |     |
| ----------------- | ------------- | ---------------- | -------------- | ---------------------------- | --- |
| 無可爭議WWE冠軍   | 寇帝·罗兹     | 2024年4月7日     | 摔角狂熱40     | 羅曼·瑞恩斯                  |     |
| WWE世界重量级冠军 | 猎魔者.达米安 | 2024年4月7日     | 摔角狂熱40     | 德鲁·麦金泰尔                |     |
| WWE美國冠軍       | 雷·密斯特里歐 | 2023年8月11日    | SmackDownLIVE  | Austin Theory                |     |
| WWE Raw雙打冠軍   | 烏索兄弟      | 2022年5月20日    | SmackDown LIVE | RK-Bro(蘭迪·歐頓和麥特·瑞鬥) |     |
| WWE Raw女子冠軍   | 碧揚卡·布雷兒 | 2022年4月2日     | 摔角狂熱38     | 貝琪·林區                    |     |

#### SmackDown 冠軍
| SmackDown Live        | SmackDown Live  | SmackDown Live   | SmackDown Live                        | SmackDown Live                                            | SmackDown Live |
| 冠軍項目              | 現任冠軍        | 日期（美國時區） | 節目                                  | 前任冠軍                                                  |                |
| --------------------- | --------------- | ---------------- | ------------------------------------- | --------------------------------------------------------- | -------------- |
| WWE環球冠軍           | 羅曼·瑞恩斯     | 2020年8月30日    | 絕命復仇2020 （页面存档备份，存于）   | 布雷·外耶特                                               |                |
| WWE洲際冠軍           | 古瑟            | 2022年6月10日    | SmackDown LIVE                        | 瑞克謝                                                    |                |
| WWE SmackDown雙打冠軍 | 烏索兄弟        | 2021年7月18日    | 公事包大戰2021 （页面存档备份，存于） | 雷·密斯特里歐和多米尼克·密斯特里歐 （页面存档备份，存于） |                |
| WWE SmackDown女子冠軍 | Charlotte Flair | 2022年12月30日   | SmackDown                             | 龍達·魯西                                                 |                |

### NXT 冠軍
| Unbranded       | Unbranded            | Unbranded        | Unbranded | Unbranded              | Unbranded |
| 冠軍項目        | 現任冠軍             | 日期（美國時區） | 節目      | 前任冠軍               |           |
| --------------- | -------------------- | ---------------- | --------- | ---------------------- | --------- |
| WWE女子雙打冠軍 | Lita and Becky Lynch | 2023年2月27日    | WWE Raw   | Iyo sky and Dakota Kai |           |

| NXT         | NXT                                  | NXT              | NXT                                                | NXT                                | NXT |
| 冠軍項目    | 現任冠軍                             | 日期（美國時區） | 節目                                               | 前任冠軍                           |     |
| ----------- | ------------------------------------ | ---------------- | -------------------------------------------------- | ---------------------------------- | --- |
| NXT冠軍     | Bron Breakker （页面存档备份，存于） | 2022年1月4日     | NXT: New Year's Evil (2022) （页面存档备份，存于） | 托馬索·錢帕 （页面存档备份，存于） |     |
| NXT北美冠軍 | Wes Lee                              | 2022年10月22日   | Halloween Havoc                                    | Vacant                             |     |
| NXT雙打冠軍 | GALLUS                               | 2023年02月4日    | NXT Vengeance Day                                  | The New Day                        |     |
| NXT女子冠軍 | Roxanne Perez                        | 2022年12月13日   | NXT                                                | Mandy Rose                         |     |

## 世界摔角娛樂各式職業摔角比賽一覽
通常特別的比賽都安排在各式的世界摔角娛樂付費收看節目大賽，有時亦安排在Raw及SmackDown當中。
一對一與雙打賽（Tag Team Match）是世界摔角娛樂當中是最常見、普遍的比賽類型，規則就是當其中一方壓制讀秒達3秒，或讓對方投降，即可獲勝。若裁判認定對手違反規定或離開擂台讀秒達10秒，也算獲勝。但也有不少比賽因遭到其他摔角手影響而被判DQ。
其他的比賽類型亦有:
- 三方角力戰（Triangle Match）
- 危機四伏戰（Fatal 4 Way Match）
- 三對三團隊合作戰（Six-Man Tag Team Match）
- 多人混戰（英语：Battle royal (professional wrestling)）[83]
- 冠軍對戰（Champion vs. Champion Match）
- 三層地獄戰（Three Stages of Hell Match）
- 三層鐵籠戰[84][85]
- 時間挑戰賽（Beat the Clock Challenge Match）(其中一方能撐過指定時間即可獲勝)
- 救護車大戰（Ambulance Match）(先把對手丟進救護車並關上車門即可獲勝)
- 垃圾桶賽（Dumpster Match）(先把對手丟進垃圾桶，即可獲勝)
- 殊死戰（Last Man Standing Match）(讓對手倒地不起長達10秒鐘者獲勝)
- 無計秒戰（No count-out Match）(通常選手只要離開擂台被裁判讀秒達10秒就算DQ輸掉比賽，但這種賽制並沒有這項規定，也就是想打到哪裡都可以，但壓制還是得在擂台完成)[86]
- 公事包鐵梯大戰（英语：Money In The Bank Ladder Match）[87]
- 鐵梯戰（英语：Ladder Match）
- 桌子戰（Tables Match）(獲勝的唯一途徑是將對手爆桌)[88]
- 鐵椅戰（Chair Match）
- TLC大戰（英语：Tables, Ladders, and Chairs match）
- 伐木工人戰（Lumberjack Match）(通常比賽會打到擂台外面，選手能藉此獲得喘息機會，但這種比賽會有一群擔任伐木工人的摔角選手圍住擂台，誰掉到擂台外就會被他們送回去。)[89]
- 鐵籠戰(）[90]
- 行刑室鐵籠戰（英语：Steel Cage Match）[91][92]
- 地獄鐵籠戰（英语：Hell in a Cell）
- 皇家大戰-30人大賽 （Royal Rumble Match）
- 鐵人賽（Iron Man Match）(壓制達3秒或讓對方投降一次為一分，限定時間內分數高者獲勝)
- 無責任賽（Non-Sanctioned Match）(如果選手受傷的話，高層就不負責任)
- 國旗賽（Flag Match）(在擂台兩邊角落各掛著代表雙方選手國籍的國旗。先拿下自己的國旗並插在自己的代表位置，即可獲勝)
- 竹籠戰（Punjabi Prison Match）(竹籠戰的戰場由擂台和外圍的2層竹籠構成。內層竹籠比外層竹籠矮，四周各有一個小門，選手可以叫裁判把門打開，但每道門只能在一場對戰開啟一次，過了60秒後裁判就會用鐵鍊永遠鎖起來。先逃出竹籠並雙腳碰地者獲勝。)
- 第一滴血賽（First Blood Match) (雙方只要誰先流血就會輸掉比賽。）
- "Falls Count Anywhere" match(這種賽制沒有讀秒這項規定，想打到哪裡都可以，壓制3秒或令對手投降都不限於在擂台完成)

## 世界摔角娛樂節目各國播出频道
| 國家                                       | 電視網 | 參考文獻        |
| ------------------------------------------ | --- | --------------- |
| 阿拉伯世界                                 | AD Sport 6 HD |                 |
| 阿拉伯世界                                 | MBC Action | [ 93 ]          |
|                                            | Fox8 | [ 94 ]          |
|                                            | TEN Sports | [ 95 ]          |
| 比利时                                     | AB3 | [ 96 ]          |
| 不丹                                       | TEN Sports | [ 95 ]          |
| 保加利亚                                   | bTV Comedy | [ 97 ]          |
| 玻利维亚                                   | Red PAT |                 |
|                                            | OBN電視網 | [ 98 ]          |
| 巴西                                       | 互動體育台 | [ 99 ]          |
| 加拿大                                     | 360體育網、CKMI-DT | [ 100 ]         |
| 智利                                       | La Red | [ 101 ] [ 102 ] |
| 中华人民共和国                             | 福建電視台、陝西電視台、廣東電視台、江蘇電視台、深圳電視台、湖北電視台、河北電視台、天津電視台、湖南電視台、遼寧電視台 | [ 103 ]         |
|                                            | Repretel Canal 11 |                 |
| 捷克                                       | Nova體育台 |                 |
|                                            | Teleamazonas | [ 104 ]         |
| 薩爾瓦多                                   | Canal VTV |                 |
| 法國                                       | NT1、RTL9 | [ 105 ]         |
| 德国、 奥地利、 瑞士、 盧森堡、 列支敦斯登 | Tele 5、ProSieben FUN                                                                                                  | [ 106 ]         |
| 希腊                                       | Nova體育3台 |                 |
|                                            | Canal 5 |                 |
| 印度尼西亞                                 | MNC Sports 2 | [ 107 ]         |
| 印度、 巴基斯坦、 斯里蘭卡、 尼泊尔        | TEN Sports | [ 95 ]          |
| 以色列                                     | 查爾頓體育台 |                 |
| 義大利 · （現場直播）                      | 天空衛視2台 (義大利)、天空衛視2台HD、Mediaset Italia 2                                                                 | [ 109 ]         |
| 日本                                       | J Sports 4台 | [ 110 ]         |
| 立陶宛                                     | BTV | [ 111 ]         |
| 墨西哥 · （現場直播）                      | Canal 5、TVC Deportes、MVS Visión （52MX & MC）                                                                        | [ 112 ]         |
| 荷蘭                                       | RTL 7 | [ 113 ]         |
| 新西兰                                     | The Box | [ 114 ]         |
| 挪威                                       | TV 2 Zebra | [ 115 ]         |
| 巴拿马                                     | RPC Canal 4 |                 |
| 秘魯                                       | ATV | [ 116 ]         |
| 菲律賓                                     | 福斯亞洲台 |                 |
| 波蘭                                       | 極限體育頻道 | [ 117 ]         |
| 葡萄牙                                     | Sport TV | [ 118 ]         |
| 羅馬尼亞                                   | Sport.ro |                 |
| 俄羅斯 ·                                   | 2×2 | [ 119 ]         |
| 塞爾維亞                                   | Fox televizija |                 |
| 新加坡                                     | SuperSports | [ 120 ]         |
| 南非                                       | e.tv | [ 121 ]         |
| 西班牙                                     | Neox | [ 122 ]         |
| 瑞典                                       | Eurosport | [ 123 ]         |
| 中華民國                                   | 緯來育樂台 | [ 124 ]         |
| 泰國                                       | TrueVisions | [ 125 ]         |
| 乌克兰                                     | QTV |                 |
| 美国 · （現場直播）                        | USA電視台 | [ 126 ]         |
| 英国、 愛爾蘭 · （現場直播）               | 天空體育3台、天空體育3台HD                                                                                             | [ 127 ]         |

## 另見
- 世界摔角娛樂付費收看節目
- 世界摔角娛樂名人堂
- 世界摔角娛樂選手及工作人員列表

## 外部連結
- WWE官方網站（页面存档备份，存于）（英文）
- WWE官方YouTube頻道（页面存档备份，存于）（英文）
- WWE官方facebook粉絲專頁（页面存档备份，存于）（英文）
- WWE官方Twitter專頁（页面存档备份，存于）（英文）WWE官方合法授權商: Taiwan & Singapore peripheral gift agents: BelieveGod Asia Inc.